# Massimo Borghetto
Massimo Borghetto (Castelfranco Veneto, 25 settembre 1956) è un ex cestista italiano.

## Carriera
Ha giocato in Serie A1 e Serie A2 con il Basket Mestre, squadra nella quale ha militato dal 1974 al 1977. Nel  1978-79 è nuovamente a Mestre (dove centra la promozione in Serie A1). Torna nuovamente a Mestre nel 1983, e vi rimane sino al 1985.
È cresciuto nelle giovanili della AP Castelfranco, ed ha debuttato in Serie A1 a Mestre nel 1974 a 18 anni. Nella sua carriera ha disputato due stagioni in Serie A1 (1974-75) e 1982-1983  e centrato una promozione, ed ha giocato 6 stagioni a Mestre.

## Palmarès
- Promozione in Serie A1: 1
- Basket Mestre: 1978-79